# Videoconsolas de segunda generación
En la historia de los videojuegos, la era de la segunda generación (más conocida como la era de los 4 bits) se refiere a las computadoras, los videojuegos, las consolas de videojuegos y las consolas de videojuegos portátiles disponibles de 1976 a 1982. Las plataformas notables de la segunda generación incluyen Fairchild Channel F, Atari 2600, Intellivision, Odyssey 2 y ColecoVision. La generación comenzó en noviembre de 1976 con el lanzamiento del Fairchild Channel F. Esto fue seguido por el Atari 2600 en 1977, Magnavox Odyssey² en 1978, Intellivision en 1980 y luego el Emerson Arcadia 2001, ColecoVision, Atari 5200 y Vectrex, todos en 1982. Por al final de la era, había más de 15 consolas diferentes. Coincidió con la edad de oro de los videojuegos arcade, y en parte la impulsó. Esta era máxima de popularidad e innovación para el medio dio como resultado que muchos juegos para consolas domésticas de segunda generación fueran "ports" de juegos arcade. Space Invaders, el primer juego de arcade de "aplicación asesina" en ser portado, fue lanzado en 1980 para el Atari 2600, aunque los juegos de arcade publicados anteriormente por Atari fueron portados al 2600 anteriormente. Coleco empaquetó Donkey Kong de Nintendo con ColecoVision cuando fue lanzado en agosto de 1982.
Los juegos integrados, como los de la primera generación, tuvieron un uso limitado durante esta era. Aunque la primera generación de Magnavox Odyssey había puesto juegos en tarjetas de circuito tipo cartucho, los juegos tenían una funcionalidad limitada y requerían superposiciones de pantalla de TV y otros accesorios para ser completamente funcionales. Se desarrollaron cartuchos más avanzados, que contenían toda la experiencia del juego, para Fairchild Channel F, y la mayoría de los sistemas de videojuegos adoptaron una tecnología similar. El primer sistema de la generación y algunos otros, como el RCA Studio II, todavía venían con juegos incorporados y también tenían la capacidad de utilizar cartuchos. La popularidad de los cartuchos de juegos creció después del lanzamiento del Atari 2600. Desde finales de la década de 1970 hasta mediados de la de 1990, la mayoría de los sistemas de videojuegos domésticos usaban cartuchos hasta que la tecnología fue reemplazada por discos ópticos. El Fairchild Channel F también fue la primera consola en usar un microprocesador, que fue la tecnología de conducción que permitió que las consolas usaran cartuchos. Otras tecnologías, como la resolución de pantalla, los gráficos en color, el audio y la simulación de inteligencia artificial, también se mejoraron durante esta era. La generación también vio el primer sistema de cartuchos de juegos portátil, el Microvision, que fue lanzado por la compañía de juguetes Milton Bradley en 1979.
En 1979, el gigante de los juegos Activision fue creado por ex programadores de Atari y fue el primer desarrollador externo de videojuegos. En 1982, la capacidad de las estanterías de las jugueterías se desbordaba con una sobreabundancia de consolas, lanzamientos de juegos exagerados y juegos de baja calidad de nuevos desarrolladores externos. Una sobresaturación de consolas y juegos, junto con un escaso conocimiento del mercado, hizo que la industria de los videojuegos colapsara en 1983 y marcó el comienzo de la próxima generación. A partir de diciembre de 1982 y durante todo 1984, el colapso de 1983 provocó importantes trastornos en el mercado de América del Norte. Algunos desarrolladores colapsaron y casi no se lanzaron juegos nuevos en 1984. El mercado no se recuperó por completo hasta la tercera generación. La segunda generación terminó oficialmente el 1 de enero de 1992, con la interrupción del Atari 2600.

## Antecedentes

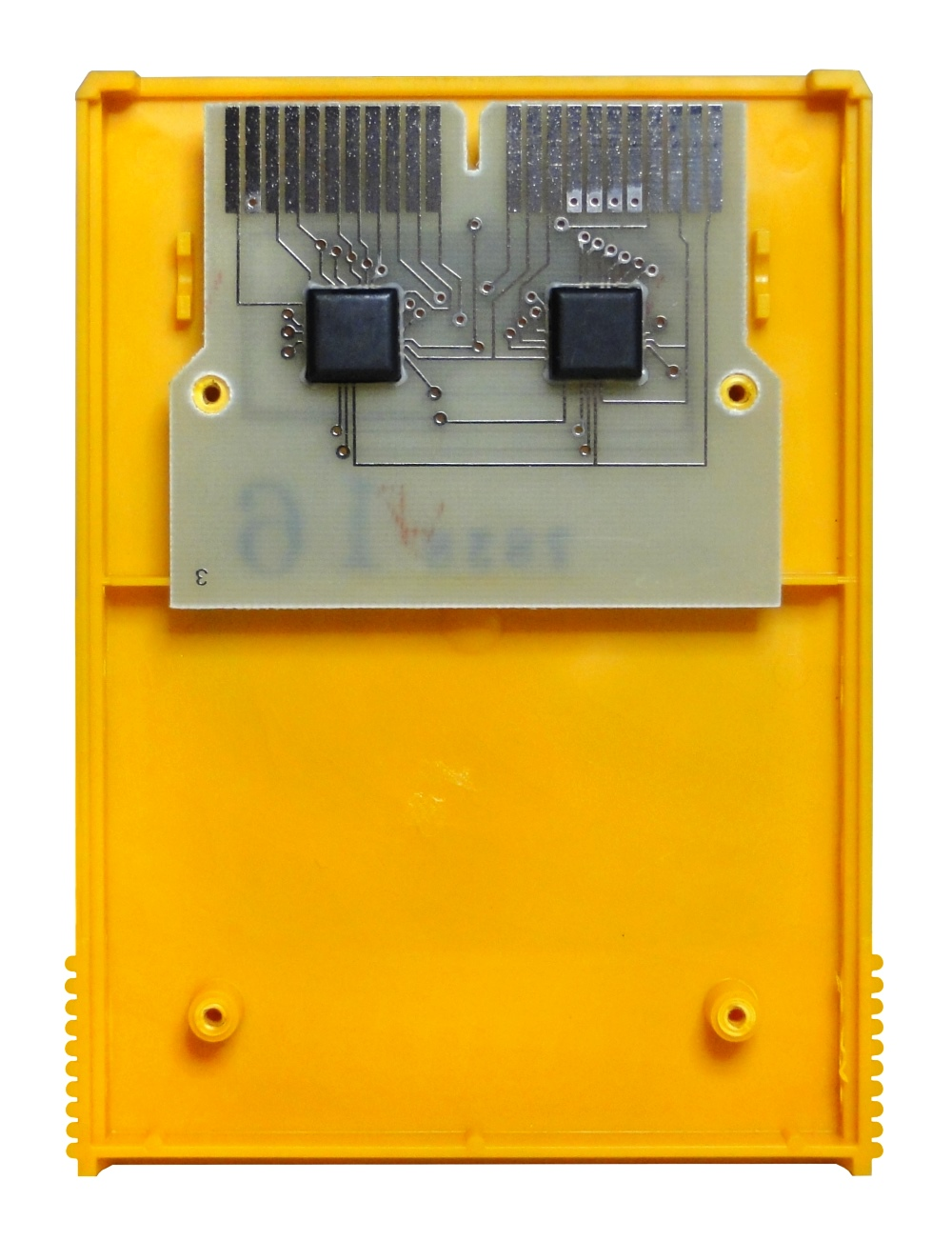
Un cartucho ROM Fairchild Channel F abierto, que ilustra los chips ROM montados en una placa de circuito dentro de la carcasa. Los cartuchos se insertaron en la consola a través de los contactos expuestos en la parte superior de la placa.

El impulsor principal de la segunda generación de consolas fue la introducción del microprocesador de bajo costo. Los juegos de arcade y la primera generación de consolas utilizaban componentes eléctricos y electromecánicos discretos, incluidos chips lógicos simples, como circuitos integrados (IC) basados en lógica transistor-transistor (TTL). Los circuitos integrados de aplicación específica (ASIC), como el AY-3-8500, se produjeron para replicar estos circuitos en un único chip, pero seguían presentando un único programa lógico fijo. Una vez que se enviaba un juego, sólo había variaciones mínimas que podían hacerse ajustando las posiciones de los jumpers (efectivamente el comportamiento de los "cartuchos" que se enviaban con la Magnavox Odyssey). Como reconoció Atari, Inc., gastar entre 100.000 y 250.000 dólares y varios meses de tiempo de desarrollo en una unidad de hardware con un único juego dedicado y con una vida útil de sólo tres meses antes de que quedara superada por las ofertas de otros competidores no era un modelo de negocio práctico, y en su lugar se preferiría algún tipo de consola programable.
Intel introdujo el primer microprocesador, el 4004, en 1971, un chip informático especial al que se le podía enviar una simple instrucción y proporcionar su resultado. Esto permitió crear programas de software en torno al microprocesador en lugar de fijar la lógica en circuitos y circuitos integrados. Los ingenieros de Atari, Inc. (a través de su filial Cyan Engineering) y de Alpex Computer Corporation vieron el potencial de aplicar esto a las consolas domésticas a medida que los precios de los microprocesadores se hacían más asequibles. El trabajo de Alpex llevó a la asociación con el fabricante de semiconductores Fairchild Camera and Instrument y condujo al lanzamiento de la primera consola doméstica programable de este tipo, la Fairchild Channel F lanzada en 1976, basada en el microprocesador Fairchild F8. El Channel F también estableció el uso de cartuchos ROM para proporcionar el software de la consola programable, que consistía en un chip ROM montado en una placa de circuito dentro de una carcasa dura que podía soportar la inserción física en la consola y la posible acumulación de electricidad estática. La propia consola programable de Atari, la Atari Video Computer System (Atari VCS o más tarde conocida como Atari 2600), salió al mercado en 1977 y estaba basada en el microprocesador MOS Technology 6507, con un diseño de cartucho influenciado en parte por el sistema Channel F. Otros fabricantes de consolas pronto siguieron su ejemplo con la producción de sus propias consolas programables.
Al comienzo de la segunda generación, todos los juegos se desarrollaban y producían internamente. Cuatro antiguos programadores de Atari, que se marcharon por conflictos en el estilo de gestión tras la compra de Atari por parte de Warner Communications en 1976, crearon Activision en 1979 para desarrollar sus propios juegos de VCS, entre los que se encontraban Kaboom! y Pitfall! Atari demandó a Activision por robo de secretos comerciales y violación de sus acuerdos de confidencialidad, pero las dos empresas llegaron a un acuerdo extrajudicial en 1982, en el que Activision aceptó pagar una pequeña cuota de licencia a Atari por cada juego suyo que vendiera. De este modo, Activision se convirtió en el primer desarrollador externo de una consola. Esto también estableció un modelo de trabajo para la concesión de licencias a otros desarrolladores de terceros, que varias empresas siguieron la estela de Activision, contribuyendo en parte a la caída de los videojuegos en 1983 debido a la sobresaturación.
Como la segunda generación de consolas coincidió con la edad de oro de los videojuegos arcade, una tendencia común que surgió durante la generación fue la de licenciar videojuegos arcade para consolas. En 1980, las licencias de muchos de ellos procedían cada vez más de empresas de videojuegos japonesas, lo que llevó a Jonathan Greenberg, de Forbes, a predecir a principios de 1981 que las empresas japonesas acabarían dominando la industria norteamericana de los videojuegos a finales de la década.
En esta etapa, tanto las consolas como los cartuchos de juegos estaban destinados a ser vendidos con fines lucrativos por los fabricantes. Sin embargo, al separar los juegos de la consola, este planteamiento estableció el uso del modelo de negocio de las navajas de afeitar en futuras generaciones de consolas, en las que éstas se venderían a precio de coste o por debajo de él, mientras que los derechos de licencia de los juegos de terceros aportarían beneficios.

## Sistemas domésticos

### Fairchild Channel F
Fairchild Channel F, también conocido al principio de su vida como Fairchild Video Entertainment System (VES), fue lanzado por Fairchild Semiconductor en noviembre de 1976 y fue la primera consola de la segunda generación. Fue la primera consola de videojuegos basada en CPU del mundo, que introdujo el formato de almacenamiento de código de juego basado en cartuchos. La consola presentaba un botón de pausa que permitía a los jugadores congelar un juego. Esto les permitió tomar un descanso sin la necesidad de reiniciar o apagar la consola para no perder su progreso actual en el juego. Fairchild lanzó veintiséis cartuchos diferentes para el sistema, con hasta cuatro juegos en cada cartucho. La consola vino con dos juegos preinstalados, Hockey y Tenis.

### Atari 2600 y Atari 5200

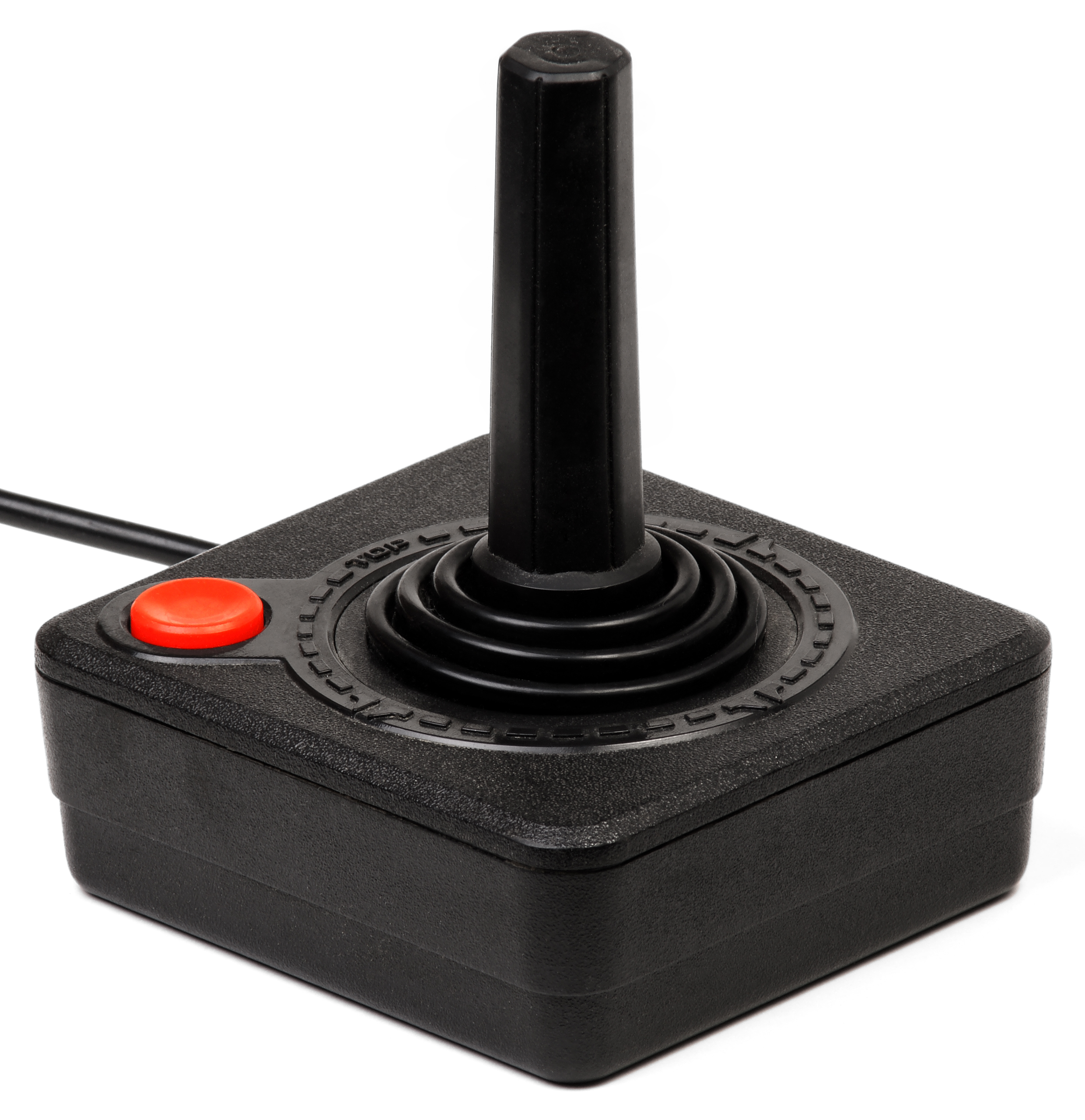
Un controlador de joystick de juego Atari 2600

En 1977, Atari lanzó su consola basada en CPU llamada Video Computer System (VCS), más tarde llamada Atari 2600. Se diseñaron y lanzaron nueve juegos para la temporada navideña. Atari tenía los derechos exclusivos de la mayoría de las conversiones de juegos de arcade más populares de la época. Utilizaron este segmento clave para respaldar su hardware más antiguo en el mercado. Esta ventaja del juego y la diferencia de precio entre las máquinas significaba que cada año, Atari vendía más unidades que Intellivision, alargando su ventaja a pesar de los gráficos inferiores. El Atari 2600 vendió más de 30 millones de unidades durante su vida útil, considerablemente más que cualquier otra consola de la segunda generación. En 1982, Atari lanzó el Atari 5200 en un intento de competir con el Intellivision. Si bien fue superior al 2600, las bajas ventas y la falta de juegos nuevos significaron que Atari solo lo admitió durante dos años antes de que se suspendiera.
Los primeros cartuchos Atari 2600 contenían 2 kilobytes de almacenamiento de solo lectura. Este límite creció continuamente de 1978 a 1983: hasta 16 kilobytes para los cartuchos Atari 5200. La conmutación de bancos de memoria, una técnica que permitía que dos partes diferentes del programa usaran las mismas direcciones de memoria, era necesaria para que los cartuchos más grandes funcionaran. Los cartuchos Atari 2600 llegaron a alcanzar los 32 kilobytes mediante esta técnica. El Atari 2600 tenía solo 128 bytes de RAM disponibles en la consola. Algunos cartuchos de juegos tardíos contenían un chip RAM / ROM combinado, agregando así otros 256 bytes de RAM dentro del propio cartucho. El joystick estándar de Atari era un controlador digital con un solo botón de disparo lanzado en 1977.

### Bally Astrocade
El Bally Astrocade fue lanzado en 1977 y solo estaba disponible a través de pedidos por correo. Originalmente se la conocía como la Bally Home Library Computer. Los retrasos en la producción significaron que ninguna de las unidades se envió hasta 1978. Para entonces, la máquina había sido rebautizada como Bally Professional Arcade. De esta forma, se vendía principalmente en tiendas de informática y tenía poca exposición minorista, a diferencia del Atari VCS. Los derechos de la consola se vendieron a Astrovision en 1981. Relanzaron la unidad con el cartucho BASIC incluido de forma gratuita; este sistema se conocía como Bally Computer System. Cuando Astrovision cambió su nombre a Astrocade en 1982, también cambiaron el nombre de la consola a Astrocade para seguir su ejemplo. Se vendió con este nombre hasta el colapso del videojuego de 1983 cuando se suspendió.

### Magnavox Odyssey²
En 1978, Magnavox lanzó su consola basada en microprocesador, Odyssey 2, en Estados Unidos y Canadá. Fue distribuido por Philips Electronics en el mercado europeo y fue lanzado como Philips G7000. Una característica definitoria del sistema fue el complemento de la unidad de síntesis de voz que mejoró la música, los efectos de sonido y las capacidades de voz. La Odyssey² también fue conocida por su fusión de juegos de mesa y videojuegos. Algunos títulos vendrían con un tablero de juego y piezas que los jugadores tenían que usar en conjunto para jugar. Aunque la Odyssey² nunca llegó a ser tan popular como las consolas Atari, vendió 2 millones de unidades durante su vida útil. Esto la convirtió en la tercera consola más vendida de la generación. Se suspendió en 1984.

### Intellivision
El Intellivision fue introducido por Mattel para probar los mercados en 1979 y a nivel nacional en 1980. La consola Intellivision contenía un procesador de 16 bits con registros de 16 bits y un sistema de RAM de 16 bits. Esto fue mucho antes de la "era de los 16 bits". Sin embargo, los programas se almacenaron en una ROM de 10 bits. También presentaba un chip de sonido avanzado que podía ofrecer salida a través de tres canales de sonido distintos. La Intellivision fue la primera consola con un controlador direccional de pulgar y campos de juego basados en mosaicos con desplazamiento suave y multidireccional. La producción inicial del sistema se agotó poco después de su lanzamiento nacional en 1980. Los primeros cartuchos eran ROM de 4 kilobytes, que crecieron a 24 kilobytes para juegos posteriores.
Intellivision introdujo varias características nuevas a la segunda generación. Fue la primera consola doméstica en usar un microprocesador de 16 bits y ofrecer contenido descargable a través del servicio PlayCable. También proporcionó voces humanas en tiempo real durante el juego. Fue la primera consola en representar una seria amenaza para el dominio de Atari. Se emitió una serie de anuncios de televisión con George Plimpton. Utilizaron comparaciones de juegos en paralelo para mostrar los gráficos y el sonido mejorados en comparación con los del Atari 2600. Vendió más de 3 millones de unidades antes de dejar de fabricarse en 1990.

### ColecoVision
La ColecoVision fue presentada por el fabricante de juguetes Coleco en agosto de 1982. Era más poderosa que las consolas anteriores, proporcionando una experiencia más cercana a arcades de lo que la 2600 podía proporcionar. La consola se lanzó con varios puertos arcade, incluido el Zaxxon de Sega, y luego vería el soporte de terceros de muchos desarrolladores como Activision e incluso su competidor Atari. La ColecoVision se destaca por su módulo de expansión Atari 2600, que permitió a la consola jugar juegos de Atari 2600, lo que resultó en una demanda de Atari. ColecoVision fue víctima del colapso del videojuego, que finalmente se suspendió en 1985.

### Vectrex
El Vectrex fue lanzado en 1982. Era único entre los sistemas domésticos de la época en presentar gráficos vectoriales y su propia pantalla autónoma. En ese momento, muchos de los juegos de arcade más populares usaban pantallas vectoriales. A través de un acuerdo de licencia con Cinematronics, GCE pudo producir versiones de alta calidad de juegos de arcade como Space Wars y Armor Attack. A pesar de una sólida biblioteca de juegos y buenas críticas, el Vectrex fue en última instancia un fracaso comercial. Estuvo menos de dos años en el mercado.

### Comparación
| Nombre                    | Fairchild Channel F                                                                                             | Atari Video Computer system / atari 2600 Sears Video Arcade | Bally Astrocade                                                                 | Magnavox Odyssey² | Intellivision |
| ------------------------- | --- | --- | ------------------------------------------------------------------------------- | --- | --- |
| Fabricante                | Fairchild Semiconductor                                                                                         | Atari | Bally Technologies                                                              | Magnavox | Mattel |
| logotipo                  | | |                                                                                 | | |
| Consolas                  | | |                                                                                 | | |
| Nombre del Producto       | | - CX-2600 - Model #2600 (atari jr) |                                                                                 | | |
| Precio de lanzamiento     | US$169.95 | US$199 | US$299                                                                          | US$200 JP¥49,800 | US$299 |
| Fecha de lanzamiento      | - JP Octubre de 1977                                                                                            | - JP Mayo de 1983 - EU 1978 | [ 55 ]                                                                          | - EU Diciembre de 1978 | - JP 1982 - EU 1982 |
| almacenamiento            | Cartucho | Cartucho y casete (casete disponible mediante un accesorio especial de terceros)                                                                                        | Cartucho y casete/disquete, disponible con unidad ZGRASS                        | Cartucho | Cartucho |
| imagen del almacenamiento | | |                                                                                 | | |
|                           | | |                                                                                 | | |
| Juegos más vendidos       | Videocart-17: Pinball Challenge                                                                                 | Pac-Man, 7 millones (a 1 de septiembre de 2006) | N/A                                                                             | N/A | :Las Vegas Poker & Blackjack 1.939 millones Major League Baseball 1.085 million (as of June 1983)                               |
| Retrocompatibilidad       | N/A | N/A | N/A                                                                             | None | Juegos de Atari 2600 a través del módulo System Changer                                                                         |
| Accesorios (minorista)    | N/A | - Controlador de conducción - Teclado - Game Brain - Starpath Supercharger - GameLine                                                                                   | - Unidad ZGRASS                                                                 | - La voz - Módulo de ajedrez | - Componente de teclado (cancelado) - PlayCable - Intellivoice - Entertainment Computer System - Teclado sintetizador de música |
| controles                 | | |                                                                                 | | |
| CPU                       | 1.79 MHz (PAL 2.00 MHz) Fairchild F8                                                                            | 1.19 MHz MOS Technology 6507 | 1.789 MHz Zilog Z80                                                             | Microcontrolador Intel 8048 de 8 bits a 1,79 MHz | 894.886 kHz General Instrument CP1610                                                                                           |
| Memoria                   | RAM principal 64 bytes Video RAM 2 kB (2×128×64 bits)                                                           | 128 bytes de RAM dentro del chip MOS Technology RIOT (se puede incluir RAM adicional en los cartuchos del juego)                                                        | RAM principal 4 kB (hasta 64 kB con módulos externos en el puerto de expansión) | RAM interna de la CPU: 64 bytes Audio/video RAM: 128 bytes | RAM principal 524 bytes RAM de video 932 bytes                                                                                  |
| Resolución                | 102×58 to 128×64                                                                                                | 160×192 | Verdadero: 160×102 Básico: 160×88 RAM ampliada: 320×204                         | 160×200 (NTSC) | 160x96 (20x12 mosaicos de 8x8 píxeles)                                                                                          |
| Paleta                    | 8 colores | 128 colores (NTSC) 104 colores (PAL) 8 colores (SECAM) | 32 colores (8 intensidades)                                                     | 16 colores (fijo); los sprites usan 8 colores | 16 colores |
| Colores en pantalla       | 8 simultáneos (máximo de 4 por línea de exploración)                                                            | 128 simultáneos (2 colores de fondo y 2 colores de sprites (1 color por sprite) por línea de exploración)                                                               | Verdadero: 8 Básico: 2                                                          | | 16 simultáneos |
| Sprites                   | 2 sprites en pantalla                                                                                           | 2 sprites por línea de exploración | Ilimitado (controlado por software)                                             | - 4 sprites de 8 × 8 de un solo color definidos por el usuario - 12 caracteres de un solo color de 8 × 8; 64 formas integradas en ROM BIOS; - 4 caracteres cuádruples; - Cuadrícula de fondo de 9 × 8; puntos, líneas o bloques | 8 sprites, 8x16 medios píxeles                                                                                                  |
| Otros                     | | |                                                                                 | | Desplazamiento de hardware multidireccional suave                                                                               |
| Audio                     | Audio mono con: - 500 Hz, 1 kHz, y 1.5 kHz tonos (se pueden modular rápidamente para producir diferentes tonos) | Audio mono con: - sonido de dos canales - Divisor de frecuencia de 5 bits y registro de control de audio de 4 bits - Registro de control de volumen de 4 bits por canal | Audio mono con: - 3 voces - efecto de ruido / vibrato                           | Audio mono con: - Registro de desplazamiento de 24 bits, sincronizable a 2 frecuencias - Generador de ruido | Audio mono con: - General Instrument AY-3-8914 - sonido de tres canales - un generador de ruido                                 |

| Nombre                    | Emerson Arcadia 2001                                                      | ColecoVision | Atari 5200 | Vectrex                                                                     |
| ------------------------- | ------------------------------------------------------------------------- | --- | --- | --------------------------------------------------------------------------- |
| Fabricante                | Emerson Radio Corporation                                                 | Coleco | Atari | General Consumer Electric y Milton Bradley                                  |
| logotipo                  |                                                                           | | |                                                                             |
| Consolas                  |                                                                           | | |                                                                             |
| Nombre del producto       |                                                                           | | Atari Model 5200 |                                                                             |
| Precio de lanzamiento     | US$200 JP¥19,800                                                          | US$175 | US$270 | US$199                                                                      |
| Fecha de lanzamiento      | - JP 1983                                                                 | - USA Agosto de 1982                                                                                            | - NA Noviembre de 1982 | - JP Junio de 1983 - EU Mayo de 1983                                        |
| almacenamiento            | Cartucho                                                                  | Cartucho y casete, disponibles con Expansión #3                                                                 | Cartucho | Cartucho                                                                    |
| imagen del almacenamiento |                                                                           | | |                                                                             |
| Juegos más vendidos       | N/A                                                                       | Donkey Kong (en paquete)                                                                                        | N/A | N/A                                                                         |
| Retrocompatibilidad       | N/A                                                                       | Compatible con Atari 2600 Via Expansión # 1                                                                     | Juegos de Atari 2600 a través del adaptador de cartucho 2600                                                                            | N/A                                                                         |
| Accesorios (minorista)    | N/A                                                                       | - Expansión #1 - Expansión #2 - Expansión #3 - Controlador de rodillo - Conjunto de controlador de Super Action | - Controlador Trak-Ball - Adaptador Atari 2600                                                                                          | - Generador de imágenes 3-D - Lápiz de luz                                  |
| controles                 |                                                                           | | |                                                                             |
| CPU                       | 3.58 MHz Signetics 2650 CPU                                               | 3.58 MHz Zilog Z80A                                                                                             | 1.79 MHz Custom MOS 6502C | 1.5 MHz Motorola 68A09                                                      |
| Memoria                   | RAM 512 bytes                                                             | RAM principal 1 kB RAM de video 16 kB                                                                           | RAM principal 16 kB DRAM | RAM principal 1 kB                                                          |
| Resolución                | 128x208 / 128×104                                                         | 256×192 | 80×192 (16 colores) 160×192 (4 colores) 320×192 (2 colores)                                                                             |                                                                             |
| Paleta                    | 16 colores                                                                | 15 colores, 1 transparente                                                                                      | 256 colores | 2 (blanco y negro)                                                          |
| Colores en pantalla       |                                                                           | 16 simultáneos (1 color por sprite)                                                                             | 16 simultáneos, Hasta 256 (16 tonos, 16 luma) en pantalla (16 por línea de exploración) con interrupciones de la lista de visualización | 2 simultáneos (blanco y negro)                                              |
| Sprites                   |                                                                           | 32 sprites (4 por línea de exploración), 8 × 8 u 8 × 16 píxeles, zoom entero                                    | 8 sprites de un solo color, altura completa de pantalla; Escala de ancho 1/2/4x                                                         |                                                                             |
| Otros                     |                                                                           | Campo de juego de mapa de mosaicos, mosaicos de 8 × 8                                                           | - 14 modos gráficos (6 mapa de mosaicos, 8 mapa de bits) - Desplazamiento suave (vertical y horizontal)                                 | CRT vectorial integrado                                                     |
| Audio                     | Audio mono con: - "Localizador" de canal único - "Ruido" de un solo canal | Audio mono con: - 3 generadores de tono - 1 generador de ruido                                                  | Audio mono con: - Sonido de 4 canales                                                                                                   | Audio mono (altavoz incorporado) - Sonido de 3 canales - Generador de ruido |

#### Clasificación de ventas
La consola más vendida de la segunda generación fue la Atari 2600 con 30 millones de unidades. A partir de 1990, Intellivision había vendido 3 millones de unidades. Esto es alrededor de 1 millón más que las ventas de Odyssey² y ColecoVision y ocho veces el número de compras del Fairchild Channel F, que fue de 350 000 unidades.
| Consola              | Unidades vendidas en todo el mundo |
| -------------------- | ---------------------------------- |
| Atari 2600           | 30 millones (a partir de 2004)     |
| Intellivision        | 3 millones (a partir de 2004)      |
| ColecoVision         | 2 millones (a partir de 1983)      |
| Magnavox Odyssey²    | 2 millones (a partir de 2005)      |
| Atari 5200           | 1 millones (a partir de 1984)      |
| Fairchild Channel F  | 350,000 (a partir de 1979)         |
| Bally Astrocade      | Desconocido                        |
| Emerson Arcadia 2001 | Desconocido                        |
| Vectrex              | Desconocido                        |

### Otras consolas

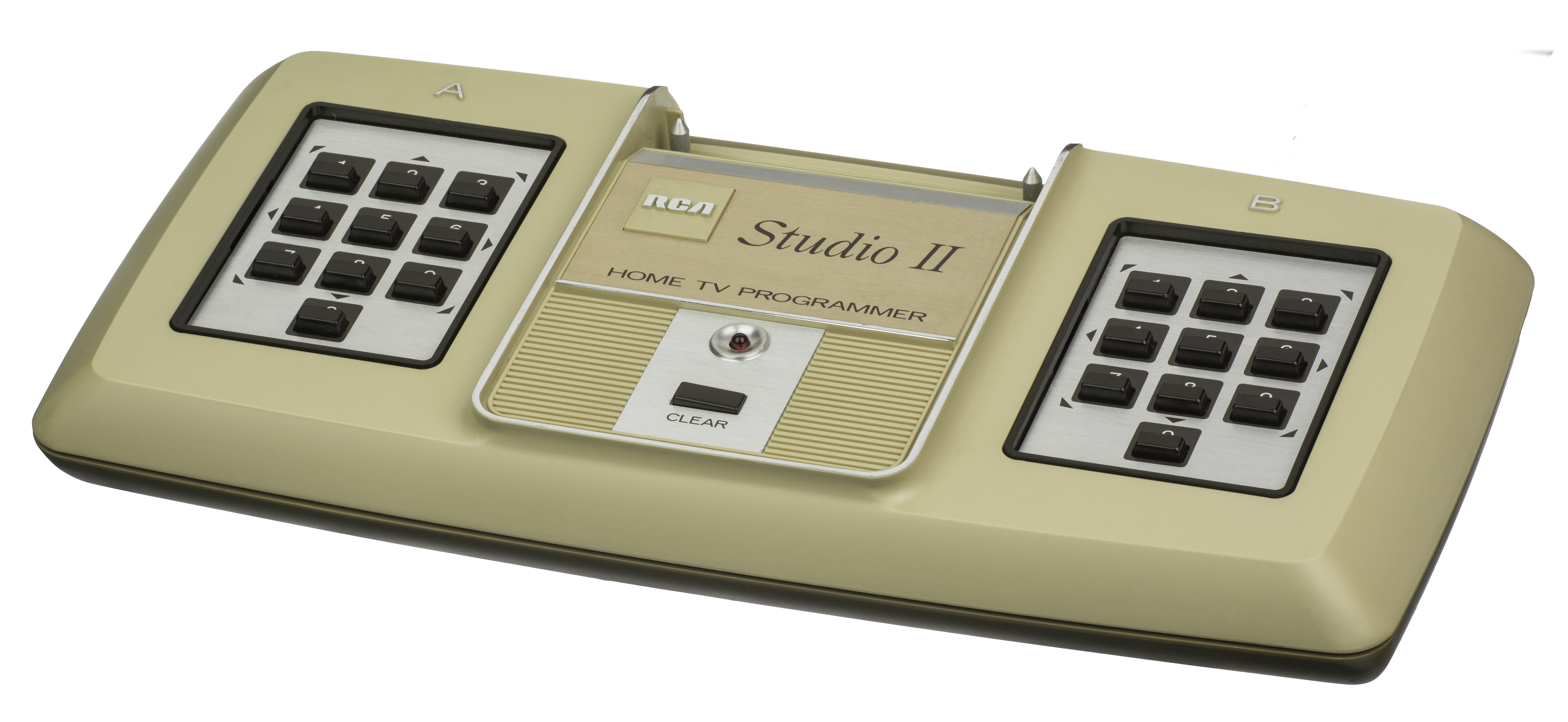
RCA Studio II (lanzado en 1977)
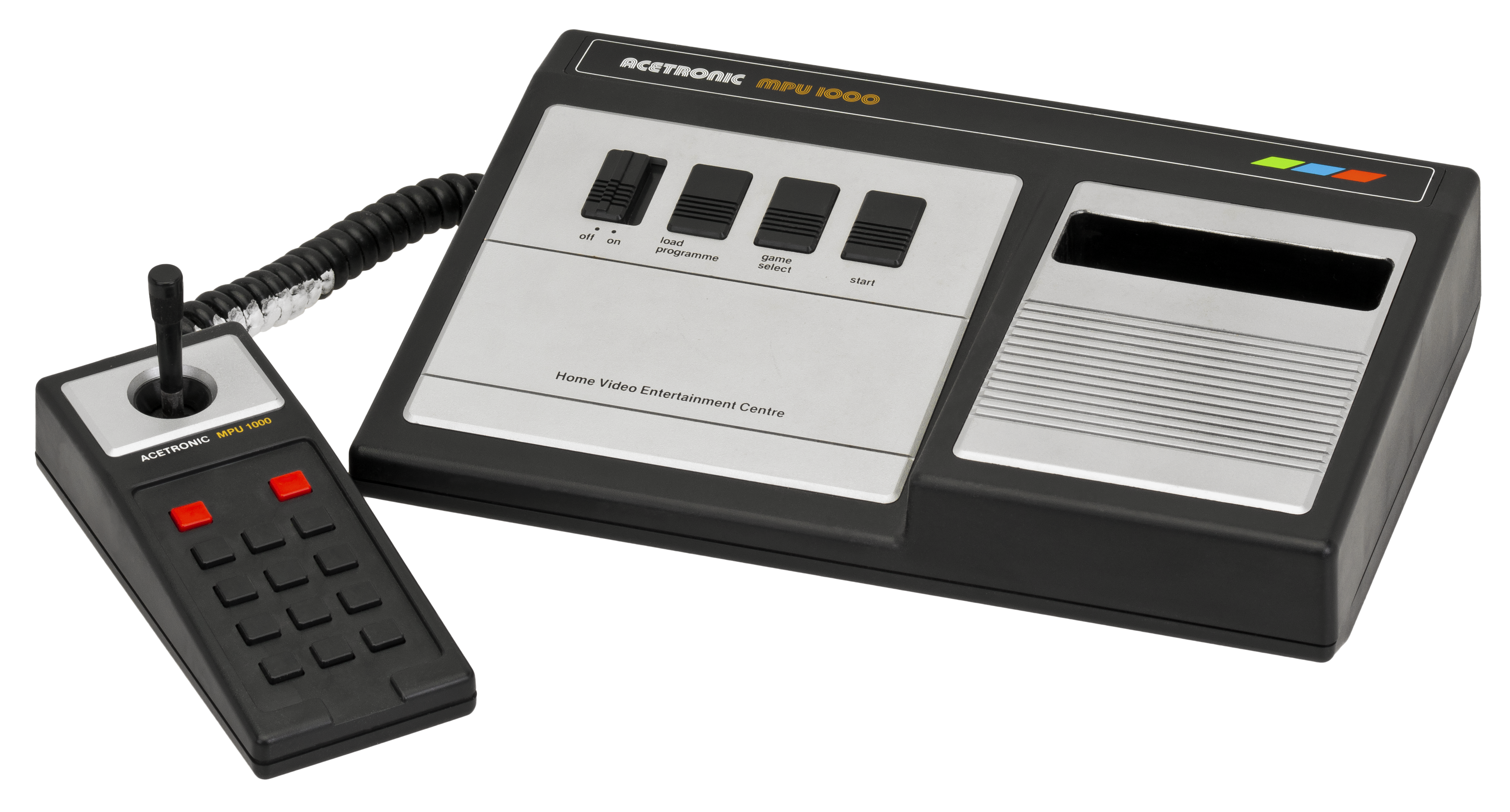
1292 Advanced Programmable Video System (lanzado en 1978)
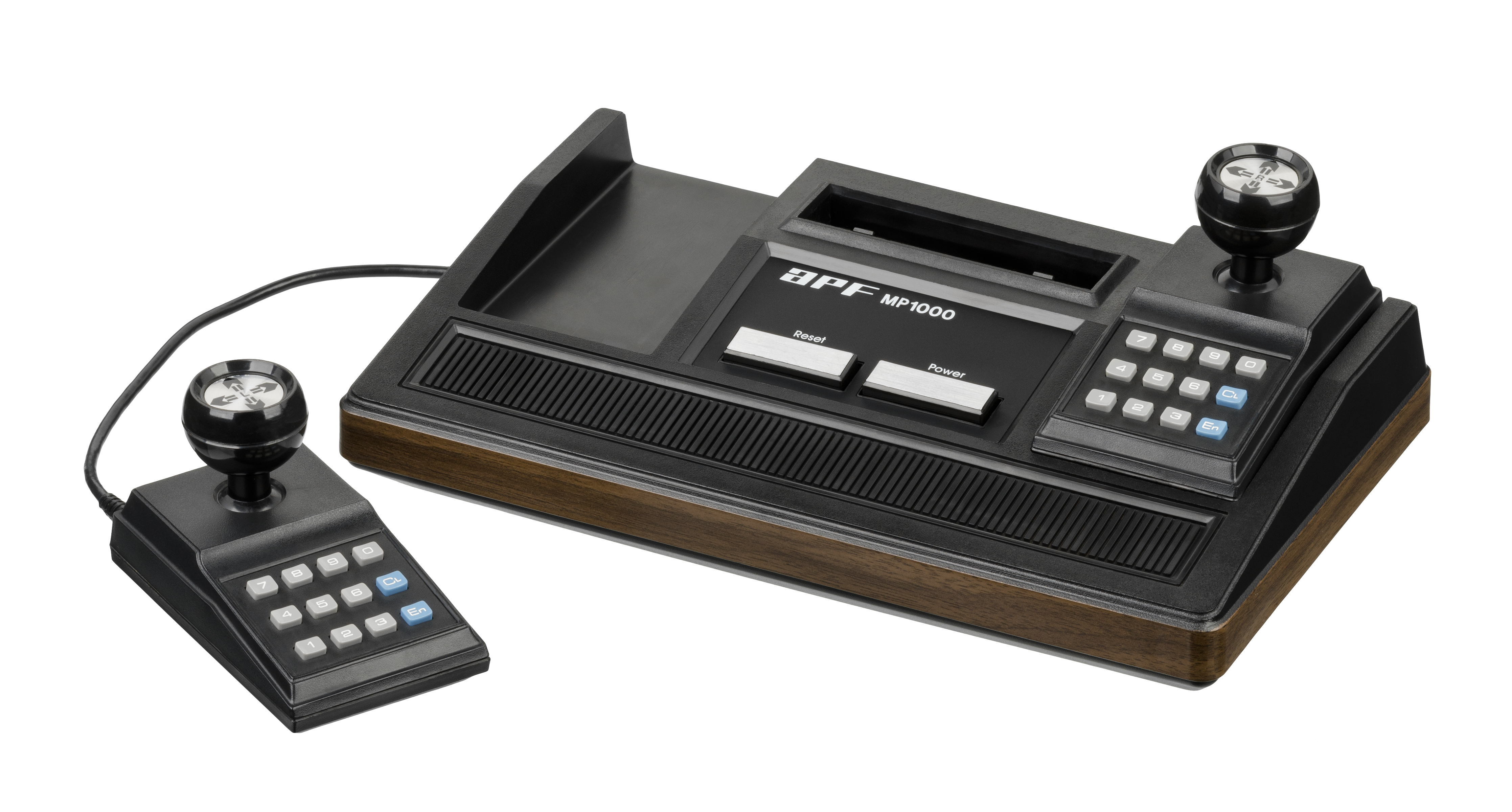
APF-MP1000 (lanzado en 1978)
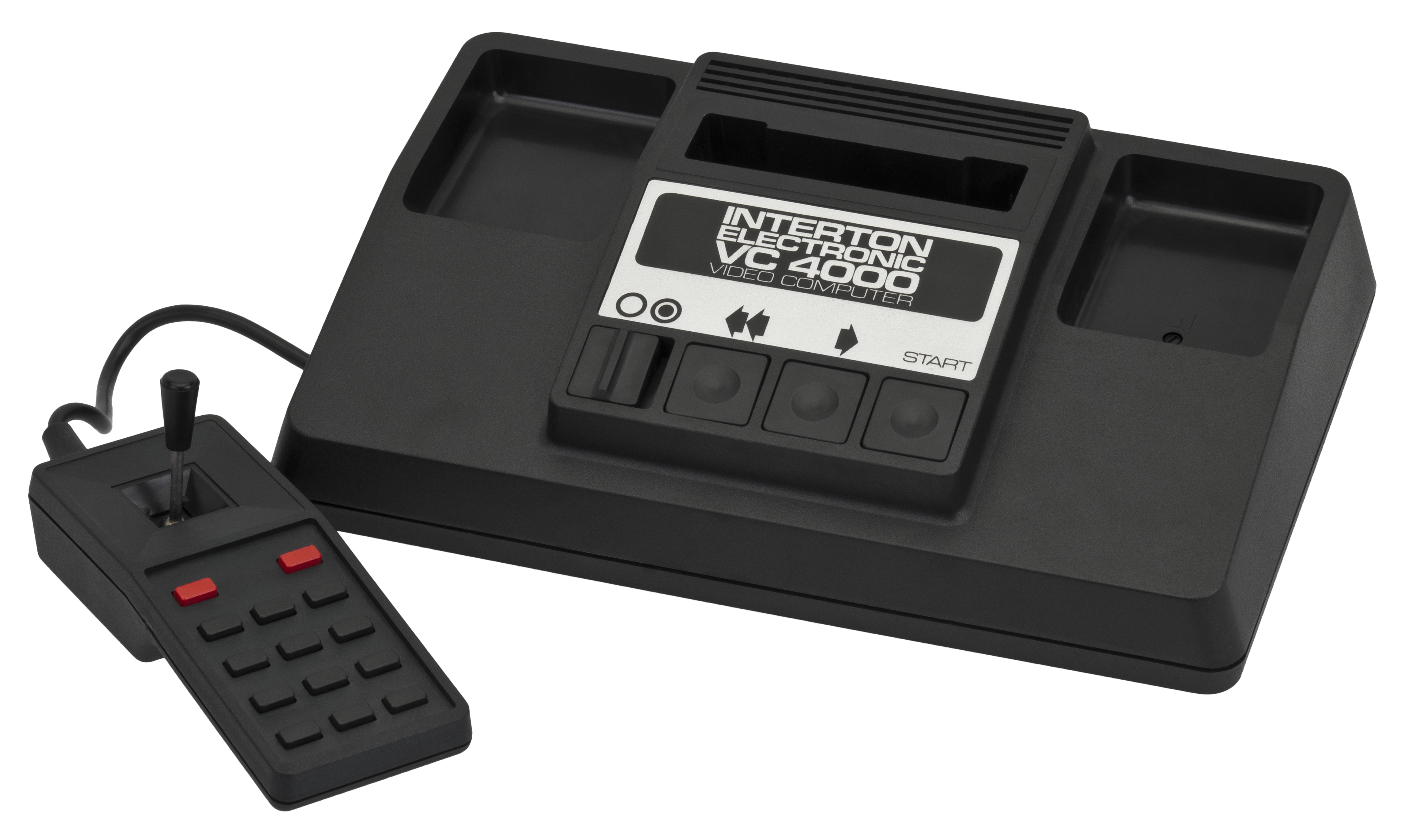
VC 4000 (lanzado en 1978)
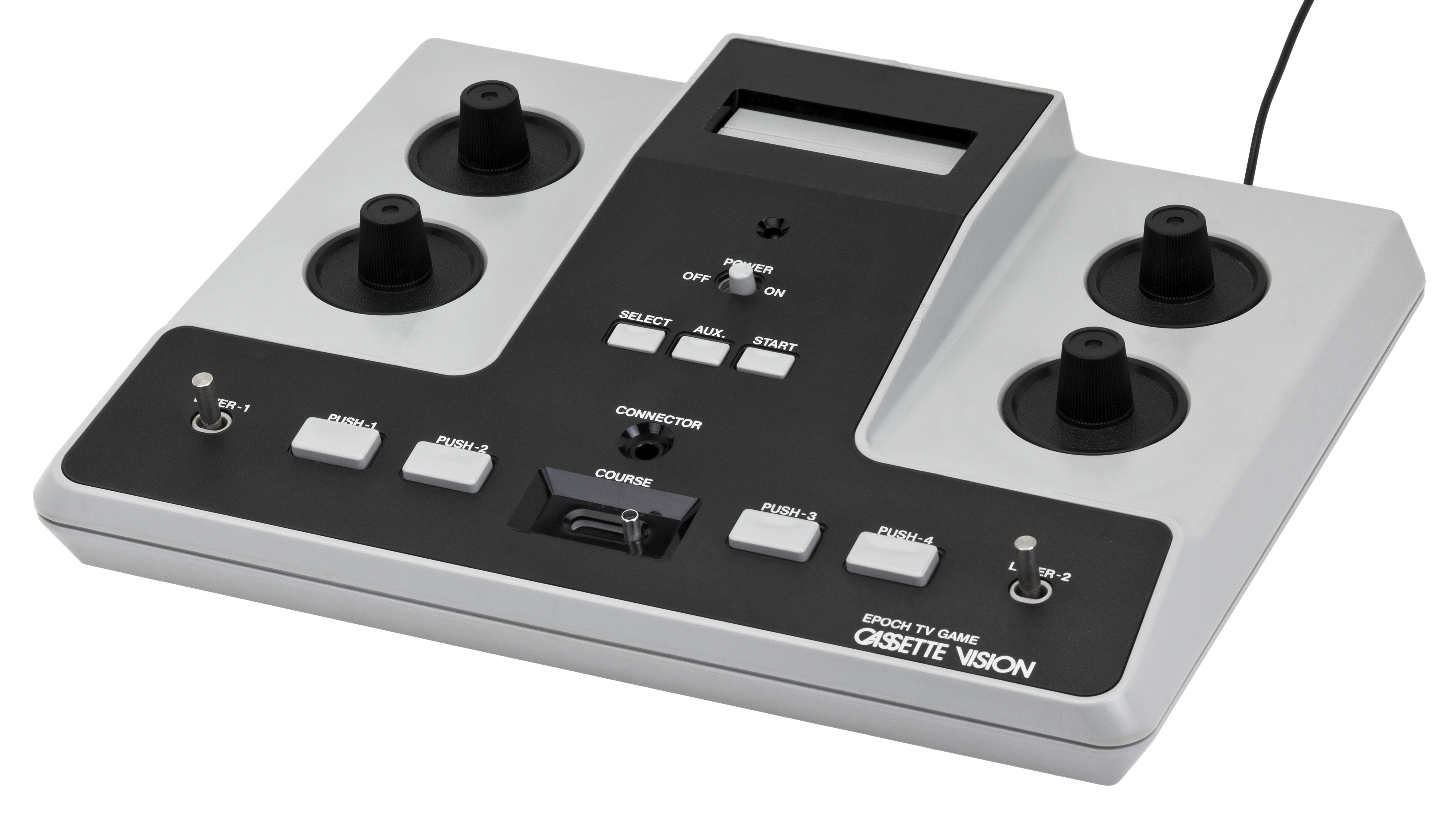
Epoch Cassette Vision (lanzado en 1981)
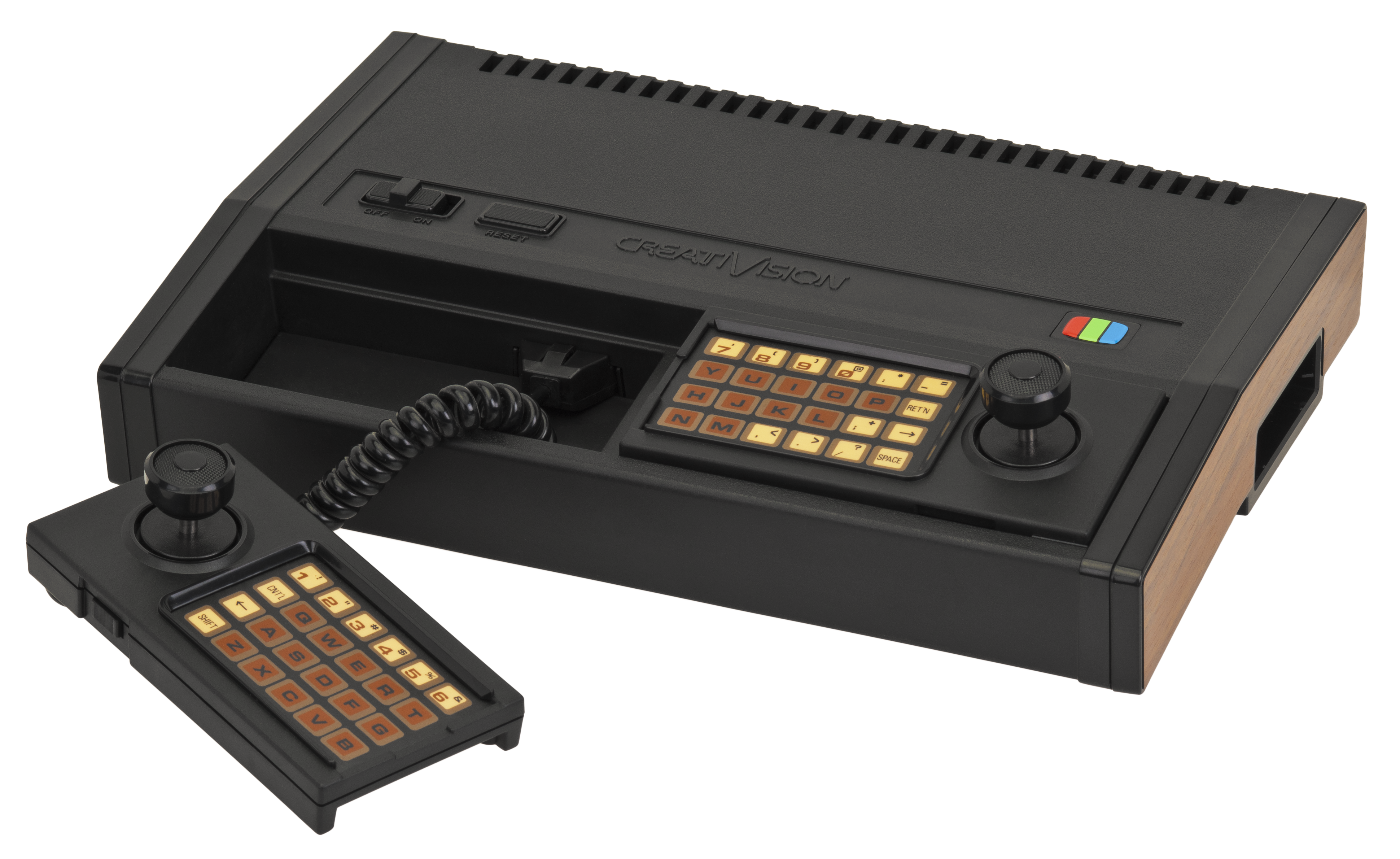
VTech CreatiVision (lanzado en 1981)
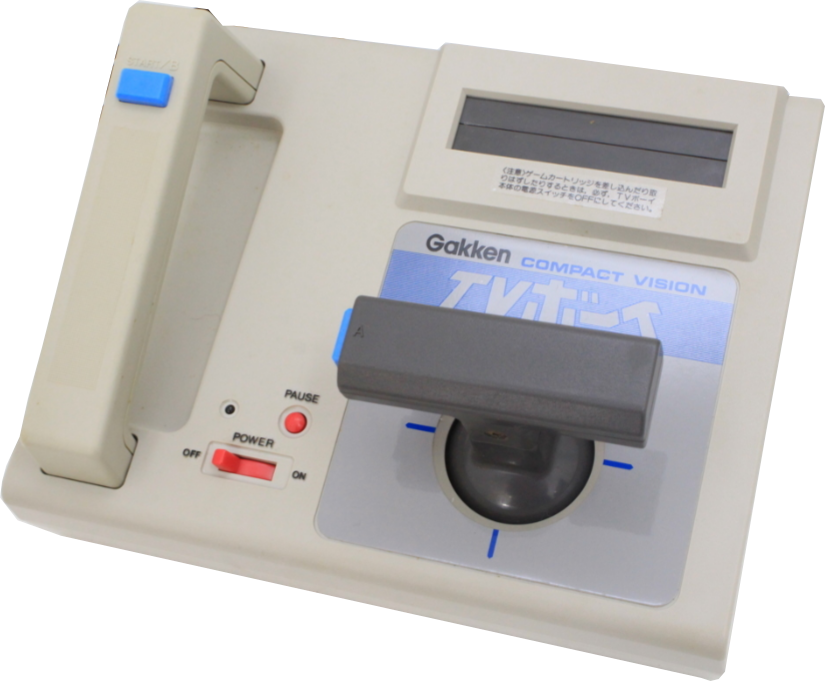
Compact Vision TV Boy (lanzado en 1983)

## Sistemas portátiles

### Microvision
Microvision, fabricado y vendido por Milton Bradley. Fue lanzado en 1979. Fue la primera consola de juegos portátil que usó cartuchos que se podían intercambiar y que contenía su propio procesador, ya que la propia consola no tenía un procesador a bordo. Tenía una pequeña biblioteca de juegos que era propensa a sufrir daños por electricidad estática y la pantalla LCD también podía pudrirse. Estos dos factores contribuyeron a su interrupción dos años después de su lanzamiento.

### Entex Select-A-Game y Adventure Vision
Entex lanzó dos sistemas portátiles en la segunda generación, Select-A-Game y Adventure Vision. Había 6 juegos disponibles para Select-A-Game, pero solo estuvo disponible durante un año hasta que el enfoque cambió a Adventure Vision, que se lanzó al año siguiente.
La Adventure Vision fue lanzada sólo en Norteamérica en 1982 por Entex y fue la sucesora de Select-A-Game. Era único entre las consolas ya que utilizaba un sistema de espejo giratorio para su pantalla incorporada y tenía que colocarse sobre una superficie debido a su tamaño y forma. Se suspendió un año después, en 1983, tras vender poco más de cincuenta mil unidades.

### Palmtex Super Micro
Desarrollado y fabricado por Palmtex, el Super Micro fue lanzado en 1984 y descontinuado ese mismo año. Debido a problemas financieros entre Palmtex y Home Computer Software, solo se lanzaron tres juegos para el sistema a pesar de que se planeaban más. Fue criticado por su mala calidad de construcción y la facilidad con que se rompería, y vendió menos de 37,000 unidades.

### Epoch Game Pocket Computer
La Epoch Game Pocket Computer fue lanzada en Japón en 1984. Debido a las escasas ventas, solo se fabricaron cinco juegos y no se lanzó fuera de Japón.

### Nintendo Game & Watch
Game & Watch era una serie de 60 consolas portátiles que contenían un solo juego en cada lanzamiento. El primero, titulado "Ball" se lanzó en 1980 y los títulos se lanzaron hasta que se suspendió en 1991. A diferencia de las otras consolas portátiles de la segunda generación, Game & Watch tenía una pantalla LCD segmentada similar a un reloj digital que limitaba la visualización a la configuración de los segmentos. La serie vendió 43.4 millones de unidades combinadas, lo que la convierte en la computadora de mano más popular de la generación.

### Comparación
| Consola               | Microvision                                     | Entex Select-A-Game                                                                        | Adventure Vision                                       |
| --------------------- | ----------------------------------------------- | ------------------------------------------------------------------------------------------ | ------------------------------------------------------ |
| Fabricante            | Milton Bradley                                  | Entex Industries                                                                           | Entex Industries                                       |
| logotipo              |                                                 |                                                                                            |                                                        |
| Imagen                |                                                 |                                                                                            |                                                        |
| Precio de lanzamiento | US$49.99 (equivalente a $160.41 en 2014)        | US$59                                                                                      | US$79.99                                               |
| Release date          | November 1979                                   | 1981                                                                                       | 1982                                                   |
| Unidades vendidas     | Desconocido                                     | Desconocido                                                                                | 50,757                                                 |
| Soporte               | Cartucho                                        | Cartucho                                                                                   | Cartucho                                               |
| CPU                   | Principal: Ninguno Cartucho: 100 kHz Intel 8021 | Principal: Ningumo (La CPU estaba contenida dentro del cartucho) Cartucho: Hitachi HD38800 | 733 kHz Intel 8048                                     |
| Memoria               | 64 bytes RAM                                    |                                                                                            | 64 bytes RAM (en la CPU) 1 kilobyte (en PCB principal) |
| Video                 | 16 x 16 pixel LCD                               | 7 x 16 pixel VFD 2 colores (rojo y azul)                                                   | 150 x 40 pixel Sistema de espejos giratorios Monocromo |
| Audio                 | Piezo Buzzer                                    |                                                                                            | National Semiconductor COP411L @ 52.6 kHz              |

| Consola               | Super Micro                                      | Epoch Game Pocket Computer | Game & Watch                      |
| --------------------- | ------------------------------------------------ | -------------------------- | --------------------------------- |
| Fabricante            | Palmtex                                          | Epoch                      | Nintendo                          |
| logotipo              |                                                  |                            |                                   |
| Imagen                |                                                  |                            |                                   |
| Precio de lanzamiento | US$39.95                                         | ¥12,800                    | ¥5,800                            |
| Fecha de lanzamiento  | Mayo de 1984                                     | Noviembre de 1984          | 28 de abril de 1980               |
| Unidades vendidas     | Menos de 37.200                                  | Desconocido                | 43.4 millones                     |
| Soporte               | Cartucho                                         | Cartucho                   | 1 juego integrado por dispositivo |
| CPU                   | Ninguno (la CPU estaba contenida en el cartucho) | 6 MHz NEC D78c06           |                                   |
| Memoria               |                                                  | 2 kilobytes RAM            |                                   |
| Video                 | 32 x 16 pixel LCD 57.15 x 38.1mm                 | 75 x 64 pixel LCD          | LCD segmentado                    |
| Audio                 |                                                  | Piezo Buzzer               |                                   |

## Software

### Títulos de hitos
- Advanced Dungeons and Dragons: Cloudy Mountain (Intellivision) de Mattel Electronics ganó un premio en la categoría "Mejor videojuego de aventuras de 1984" en la Quinta edición de los Premios Arkie.[91] Fue el primer cartucho Intellivision en tener más de 4K de ROM.[92]
- Adventure (Atari 2600) de Atari, Inc. fue el primer videojuego de acción y aventura[93] y el primer juego de fantasía para consola.[94] Se considera que es un papel importante en el avance de los videojuegos domésticos[95] y uno de los mejores títulos de Atari 2600.[96]
- Asteroids (puerto arcade) (Atari 2600) fue el primer juego en el 2600 en utilizar la técnica de cambio de banco.[97]
- Baseball (Intellivision) de Mattel fue el título más vendido de la consola con más de un millón de copias vendidas.[58]
- Demon Attack (Atari 2600) de Imagic fue lanzado en 1983. Ganó el premio Arcade de 1983 al "Mejor videojuego del año".[98] Fue el juego más vendido de la compañía y se considera un clásico del Atari 2600.[99][100][101]
- Donkey Kong (puerto de arcade) (ColecoVision) de Coleco fue muy elogiado por ser muy fiel al juego de arcade original. Los críticos la consideraron la mejor versión de los puertos ColecoVision, Atari e Intellivision.[38][102]
- E.T. the Extra-Terrestrial (Atari 2600) lanzado en 1982[103] y a menudo se le acredita como uno de los peores juegos de todos los tiempos.[104] Algunos creen que el juego jugó un papel importante en el colapso de los videojuegos de 1983.[105]
- Microsurgeon (Intellivision) de Imagic fue muy elogiado por su originalidad.[38] Se incluyó en la exposición "El arte de los videojuegos" en el Instituto Smithsonian en 2012.[106]
- Missile Command (puerto arcade) (Atari 2600) de Atari, Inc. fue lanzado en 1981 y vendió más de 2.5 millones de copias.[107] Esto lo convirtió en el tercer juego más vendido en la consola.[108]
- Pitfall! (Atari 2600) de Activision, lanzado en 1982,[109] fue uno de los juegos más vendidos para el Atari 2600, vendiendo más de 4 millones de copias.[110] Pitfall popularizó el género de plataformas de desplazamiento lateral.[111]
- Pitfall II: Lost Caverns (Atari 2600) de Activision, lanzado en 1984[112] fue uno de los títulos técnicamente más impresionantes de la 2600.[113] Venía con un chip de audio especializado en el cartucho que permitía capacidades musicales avanzadas donde la música podía cambiarse dinámicamente.[114]
- River Raid (Atari 2600) de Activision fue el primer videojuego prohibido para menores en Alemania Occidental.[115] A pesar de esto, seguía siendo uno de los títulos más populares para Atari 2600 y ganó un premio al "Mejor videojuego de acción de 1984".[116]
- Space Invaders (puerto arcade) (Atari 2600) de Taito fue la primera licencia oficial de un juego arcade y fue la primera "aplicación asesina" para consolas de videojuegos.[6][117] En su lanzamiento, las ventas del Atari 2600 se cuadruplicaron[117] y fue el primer título en vender 1 millón de copias.[118]
- Star Wars: The Empire Strikes Back (Atari 2600) de Parker Brothers fue el primer videojuego con licencia oficial de la franquicia Star Wars.[119]
- Utopia (Intellivision) de Don Daglow se le atribuye a menudo el mérito de ser la primera estrategia en tiempo real que sentó las bases de muchos juegos dentro del género.[120][121]
- Zaxxon (puerto de arcade) (ColecoVision) de Sega fue el primer juego de consola doméstica en utilizar gráficos isométricos.[122]